# بيني وجون
بيني وجون هو فيلم درامي كوميدي رومانسي أمريكي صدر عام ١٩٩٣، من إنتاج مترو غولدوين ماير، ويدور حول شخصين غريبي الأطوار، سام ( جوني ديب ) وجونيبر (جون) ( ماري ستيوارت ماسترسون )، يلتقيان ويقعان في الحب. يشارك في بطولة الفيلم أيضًا أيدان كوين ، وأخرجه جيريمياه س. تشيشيك .
يعرض الفيلم مشاهد ديب الكوميدية الجسدية (المستوحاة من أفلام الكوميديا الصامتة لأبطال مثل باستر كيتون وتشارلي شابلن وهارولد لويد ). في الولايات المتحدة، اشتهرت أغنية " سأكون (500 ميل) " لفرقة ذا بروكليمرز .  صُوّر فيلم بيني وجون بشكل أساسي في سبوكين، واشنطن ، بينما صُوّرت مشاهد القطار في البداية بالقرب من ميتالين فولز ، واشنطن.

## الحبكة
يعيش بنيامين "بيني" بيرل وشقيقته جونيبر ("جون")، المصابة بمرض نفسي، معًا بعد وفاة والديهما. بيني، الميكانيكي الذي يملك ورشة تصليح، لا يملك وقتًا كافيًا للتواصل الاجتماعي بسبب عمله ورعايته لجون، التي ازداد سلوكها اضطرابًا. طرد جون عددًا من مدبرات المنازل/مقدمات الرعاية اللواتي وصفنها بأنها "صعبة التدبير". ولأنه لا يستطيع ترك جون وشأنها، يصطحبها بيني إلى لعبة بوكر في منزل صديقه، حيث يخسر جون رهانًا أمام مايك، لاعب بوكر دائم، مما يضطر بيني إلى تولي رعاية سام، ابن عم مايك غريب الأطوار. في البداية، كان بيني غاضبًا من فرض سام عليه، لكنه أصبح متعاطفًا عندما علم أن مايك كان يجبر سام على النوم في خزانة تحت مغسلة.

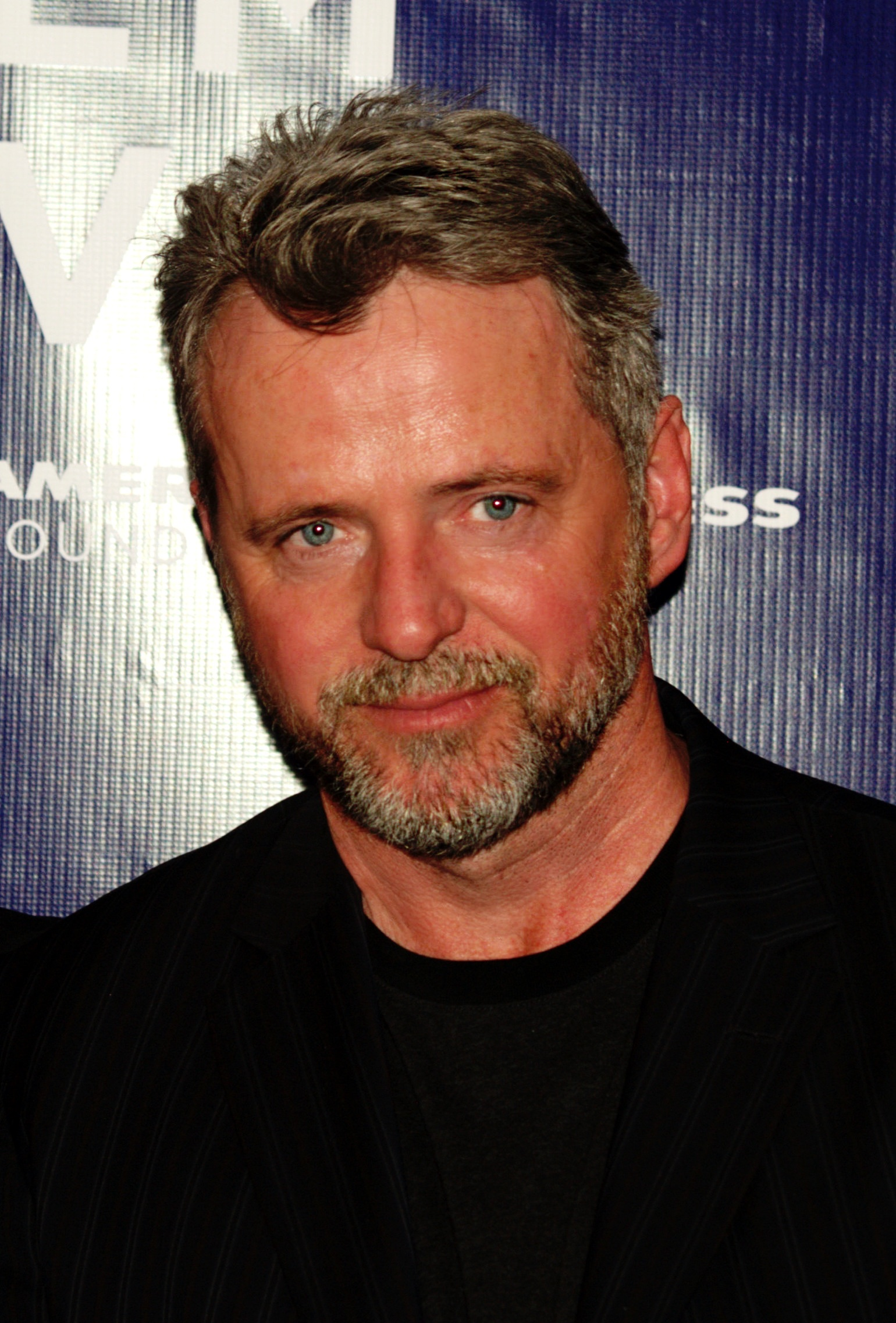
يلعب أيدان كوين دور بيني بيرل، الذي تتعارض رعايته لجون مع حياته العاطفية.

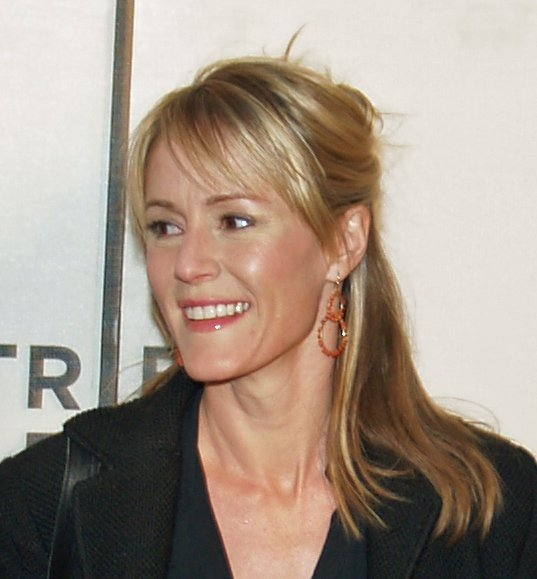
تلعب ماري ستيوارت ماسترسون دور جون بيرل، شقيقة بيني المريضة عقليًا والتي تريد أن تكون مع سام وتؤسس لاستقلالهما.

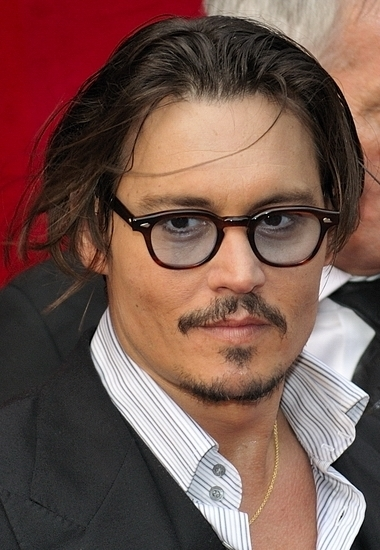
يلعب جوني ديب دور سام، وهو من محبي الأفلام الصامتة غريب الأطوار والذي يتم وضعه تحت رعاية بيني عندما يخسر جون لعبة ورق.

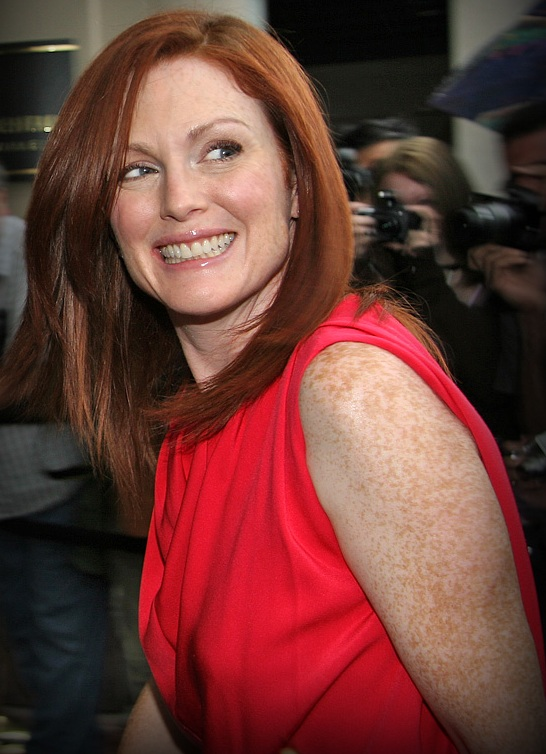
تلعب جوليان مور دور روثي، وهي نادلة وممثلة سابقة شاركت في فيلم رعب يستطيع سام اقتباس كلماته حرفيًا.

سام، الذي يحب أفلام باستر كيتون بشغف، يسحر الموظفين والزبائن في أحد المقاهي بعرض كلاسيكي لتشارلي تشابلن باستخدام لفّتي خبز على شوكتين لتقليد حركات أقدام راقصة، بالإضافة إلى عرض هزلي يتضمن التلاعب بالأطباق. هناك يتعرف سام على النادلة روثي، وهي ممثلة سابقة، من دورها الرئيسي في فيلم رعب منخفض الميزانية، يمكن لسام اقتباسه حرفيًا. أُعجب بيني بسام، فطلب منه الاعتناء بجون، بالإضافة إلى أداء أعمال التنظيف، وهو ما يفعله سام بطريقة غريبة ولكن فعّالة. تجد جون صعوبة في التكيّف مع أساليب سام غير المألوفة في التنظيف، والتي تشمل تشغيل موسيقى صاخبة وركوب كرسي ذي عجلات للوصول إلى الأماكن العالية باستخدام مكنسة. وعلى الرغم من أنها تطرده من المنزل، يعود سام بحسن نية وهو يحمل هدية صلح. تبدأ جون بالانجذاب إليه، وتساعده حين يحاول الكتابة إلى والدته، كونه لا يُجيد القراءة والكتابة.
بعد أن يُصلح سيارتها، يدعو بيني روثي للخروج في موعد، وهي تعمل أيضًا كمديرة لمجمع سكني. إلا أن بيني ينهي الموعد فجأة عندما يبدو أن روثي تريد إقامة علاقة حميمة. لا يزال بيني يعتقد أن التزامه تجاه جون يمنعه من الدخول في علاقة حب. وعندما يحاول موعدًا ثانيًا، تقطع روثي الموعد هذه المرة عندما يتردد بيني مجددًا في التقرب منها، وهو يحاول أن يشرح لها أن حياته "معقدة".
يذهب بيني وجون وسام إلى الحديقة، حيث يبدأ سام بتقديم عروض هزلية على طريقة تشابلن باستخدام قبعته ومنديل وألعاب بهلوانية جسدية، ما يجذب جمهورًا معجبًا. في وقت لاحق من تلك الليلة، بينما كان بيني يحاول إقناع عميل يعمل كوكيل مواهب بأن يمنح سام تجربة أداء، يدخل سام وجون في علاقة حميمة ويعبّران عن حبهما لبعضهما. عند عودة بيني، يقترح أن يُصبح سام فنانًا محترفًا في العروض الكوميدية. لكن عندما يُطرح احتمال سفر سام لتقديم عروض، تُصاب جون بالاضطراب، ويجبر سام على الاعتراف بأن هناك علاقة عاطفية بينهما. يطرد بيني سام من المنزل، ويصرخ في وجه جون، ويُريها منشورًا عن منزل جماعي اقترحه الطبيب ليكون بيئة أكثر استقرارًا لها. تبدأ جون بضرب بيني وتصرخ عليه، فيدفعها بعيدًا. لاحقًا، وفي محاولة للاعتذار، يخرج بيني لإحضار نوع الحلوى المفضلة لديها. بينما هو خارج المنزل، يعود سام، ويأخذ جون، ويحزمان أمتعتهما ويغادران معًا في حافلة. وأثناء الرحلة، تشعر جون بالتوتر، وتبدأ في سماع أصوات في رأسها وتتجادل معها بصوت عالٍ، ما يُحدث جلبة تؤدي إلى توقف الحافلة. يصل مسعفان لتقييد جون. وعندما يصل بيني إلى المستشفى، يُبلغه الطبيب أن جون لا تريد رؤيته. بعد أن يوبّخه، يذهب سام للإقامة مع روثي. وفي هذه الأثناء، يشعر بيني بالذنب بسبب تعامله مع جون.
يعمل سام الآن في متجر لبيع أشرطة الفيديو، حيث يجده بيني ويطلب مساعدته. يذهبان معًا إلى المستشفى. يعتذر بيني لجون، التي تتهمه بأنه بحاجة إلى بقائها مريضة. يوافق بيني على السماح لها بالعيش في شقة منفصلة في المبنى الذي تديره روثي، ويُخبرها أن سام عاد من أجلها. يتصالح الشقيقان، ويلتئم شمل سام وجون. ينتقل سام وجون للعيش في مجمع الشقق السكنية الذي تديره روثي، حيث يمكن لجون الحصول على المساعدة. لاحقًا، يُحضر بيني باقة ورد إلى روثي، ويُخبرها أن حياته أصبحت "أقل تعقيدًا بكثير". ثم يحمل باقة أخرى إلى شقة جون، لكنه يترك الزهور عند الباب عندما يراها هي وسام وهما يُعدّان شطائر الجبن المشوي باستخدام مكواة الملابس على طاولة الكي.

## طاقم التمثيل
- جوني ديب بدور سام.
- ماري ستيوارت ماسترسون بدور جونيبر "جون" بيرل.
- آيدان كوين بدور بنيامين "بيني" بيرل.
- جوليان مور بدور روثي.
- أوليفر بلات بدور إريك.
- سي. سي. إتش. باوندر بدور الدكتورة غارفي.
- دان هدايا بدور توماس.
- جو غريفاسي بدور مايك.
- ويليام إتش. ميسي بدور راندي بيرش.
- آيلين رايان بدور السيدة سمايل.
- ليان كيرتس بدور كلاوديا.
- لينيت والدن بدور الزبونة.
- نون أورساتي بدور الزبون رقم .1
- دان كامين بدور الزبون رقم .2

## إنتاج
وودي هارلسون كان قد اختير في البداية لأداء دور بيني، بينما كانت لورا ديرن مرشحة لدور جون. لكن ديرن رفضت الدور، وهارلسون انسحب ليؤدي دورًا في فيلم "اقتراح غير لائق". تم استدعاء آيدان كوين في اللحظة الأخيرة ليحلّ محل هارلسون. ووقعت لاحقًا دعوى قضائية مع وينونا رايدر، التي كانت تواعد جوني ديب آنذاك، وكانت مُقرّرة لأداء دور جون بعد انسحاب ديرن. لكن ديب ورايدر انفصلا، وبقي دور جون شاغرًا، مما أتاح الفرصة لماسترسون للحصول على الدور قبل أيام قليلة من بدء التصوير.

## يطلق

### الاستقبال النقدي
منح روجر إيبرت الفيلم ثلاث نجوم من أصل أربع وكتب: "القصة تريد أن تكون عن الحب، لكنها أيضًا عن الجنون، وتجمع بين الاثنين بسحر لا يبدو أنه سيكون بنفس السهولة في الحياة الواقعية."
أوين غليبِرمان منح الفيلم تقييمًا بدرجة "B"، وقال: "الفيلم مليء بالتفاصيل العبثية التي يُفترض أن نجدها مضحكة بطريقة سحرية؛ لكنها في الغالب فقط لطيفة (مثل طهو سام شطائر الجبن المشوي باستخدام مكواة، أو لعبة بوكر يُستخدم فيها قناع غطس وتذاكر بيسبول كرهانات). ومع ذلك، تحت هذا الطابع السريالي المنزلي، يتحول فيلم بيني وجون إلى قصة مؤثرة فعلًا – قصة حب تدور حول قلق الانفصال. بيني، ميكانيكي السيارات الطيب، يعتقد أنه مضطر لتكريس حياته لجون ليمنع إدخالها إلى مؤسسة. هل يستطيع أن يمنحها المساحة التي تحتاجها لتقع في الحب (ثم يحصل هو على تلك المساحة لنفسه)؟ أنت تعرف الجواب مسبقًا، لكن كوين وماسترسون – تارة بلطف وتارة بسجال – يقدّمان ذلك بإيمان عاطفي حقيقي."
وكتبت جانيت ماسلين:
في فيلم أكثر واقعية (ولحد ما يذكّر هذا الفيلم بفيلم دومينيك ويوجين، الذي تناول أيضًا أخًا مجتهدًا يعتني بشقيق يعاني من ضعف عقلي)، ربما كانت القضايا المقلقة ستُضفي ظلالًا على القصة. لكن بيني وجون ينجح في البقاء مبهجًا ومشرقًا، من إخراج جيريميا تشيتشيك (عطلة عيد الميلاد لعائلة لامبون) بأسلوب تجاري حيوي وحس ملائم من العبث. أكبر نقاط قوة الفيلم هي الإيمان الظاهر لدى الممثلين بأدوارهم، فهم لا يتعالون عليها. السيد ديب قد لا يشبه باستر كيتون، لكنه أحيانًا يبدو وكأنه يتحول حقًا إلى "الوجه الحجري العظيم"، مجسدًا حركات كيتون بطريقة حلوة وسحرية. كما أن ديب وبقية صانعي الفيلم لا بد أنهم أدركوا أن مثل هذا التقليد إمّا أن يُنجز بالكامل أو لا يُنجز على الإطلاق. السيدة ماسترسون، الممثلة الحادة والعازمة، لا تُضفي طابعًا عاطفيًا مبتذلًا على شخصية جون، رغم كثرة الفرص المتاحة لذلك. إنها تبقى شرسة، مضحكة، ومقنعة حتى عندما يُلطّف الفيلم واقع حالة جون بشكل ملائم. أما السيد كوين، الذي يجد نفسه غالبًا في دور المُساند للشخصيتين الرئيسيتين، فإنه يجعل من شخصية بيني شخصًا صادقًا ومؤثرًا بشكل ملموس.
في موقع روتن توميتوز، حصل فيلم بيني وجون على تقييم إيجابي بنسبة ٧٦٪ بناءً على ٤١ مراجعة، بمتوسط تقييم ٥٫٨٠ من ١٠. أما في موقع ميتاكريتيك، فقد حصل الفيلم على درجة ٥٧ من ١٠٠ استنادًا إلى ٢١ مراجعة من النقاد، مما يشير إلى "مراجعات متباينة أو متوسطة". أما الجمهور الذي استُطلعت آراؤه من خلال سينماسكور، فقد منح الفيلم درجة "B" على مقياس من A+ إلى F.

### شباك التذاكر
على الرغم من أن القصة بدت "غير قابلة للتسويق"، فقد أصبح الفيلم نجاحًا غير متوقّع، مما دلّ على عودة أفلام المواعدة بعد عقد من الهيمنة لأفلام الحركة والرعب. في أول أسبوعين من العرض المحدود، حقق فيلم بيني وجون إيرادات بلغت ٨ ملايين دولار. وبلغ إجمالي إيراداته المحلية أكثر من ٢٣٫٢ مليون دولار. وقد حقق ٧ ملايين دولار على المستوى الدولي، ليصل إجمالي الإيرادات العالمية إلى ٣٠ مليون دولار.

## تصوير الفصام
كتب روجر إيبرت أن جون "مصابة بالفصام، رغم أن النص لا يذكر الكلمة صراحة." وعلّق ديفيد ج. روبنسون قائلاً: "تظهر لاحقًا ملامح أكثر إقناعًا للفصام (النوع غير المتمايز). يُقال لنا إن جون تعاني من هلوسات سمعية، وتعمل بشكل جيد عند التزامها بروتين ثابت، وتأخذ أدويتها يوميًا. استخدام جون للغة يُعد من أبرز سماتها. فهي تستخدم لقب ربة المنزل السابقة (سمايل) للإشارة إلى أي شخص قد يتولى هذا الدور، وهو ما قاد إلى دخول سام (جوني ديب) إلى حياتها."
وصف إي. فولر توري الفيلم بأنه "عمل سينمائي مصوّر بجمال، لكنه غير واقعي، عن أخ يرعى شقيقته المصابة بالفصام. ... وبينما يتناول الفيلم قضايا مثل عدم الالتزام بتناول الأدوية والخلافات حول الاستقلالية في المعيشة، فإن الأوقات السيئة لا تدوم أبدًا أو تكون شديدة القسوة."
وقد أشار النقاد ميك مارتن ومارشا بورتر إلى أنه "رغم أن معظم المشاهدين سيستمتعون بهذه الكوميديا الحلوة المرة ... فإن أولئك الذين يتعاملون مع المرض العقلي في الحياة الواقعية سيشعرون بالإهانة من فيلم آخر يتم فيه تنظيف المشكلة وتبسيطها."

## الاقتباس الموسيقي
تم عرض نسخة موسيقية مسرحية مقتبسة من الفيلم في مسرح أولد غلوب في سان دييغو، كاليفورنيا، من ٢ أيلول إلى ٢٢ تشرين الأول ٢٠١٧. تتضمن المسرحية الموسيقية ألحانًا من نولان غاسر، وكلمات من ميندي ديكستين، ونصًا من كيرستن غينثر، وتصميم رقصات من سكوت رينك، وإخراج من جاك كامينغز الثالث. عُرضت المسرحية لاحقًا في مسرح بيبر ميل في ميلبورن، نيوجيرسي، من ٤ نيسان إلى ٥ أيار ٢٠١٩. وقد ضمّ طاقم العرض في بيبر ميل كليبورن إلدَر بدور بيني، وهانا إيليس بدور جون، وبرايس بينكهام بدور سام.

## الإشادات
| جائزة              | فئة                                | المستلمون                                      | نتيجة      |
| ------------------ | ---------------------------------- | ---------------------------------------------- | ---------- |
| جوائز الغولدن غلوب | أفضل ممثل في فيلم موسيقي أو كوميدي | جوني ديب                                       | تم الترشيح |
| جوائز MTV للأفلام  | أفضل أداء كوميدي                   | جوني ديب                                       | تم الترشيح |
| جوائز MTV للأفلام  | أفضل ثنائي على الشاشة              | جوني ديب وماري ستيوارت ماسترسون                | تم الترشيح |
| جوائز MTV للأفلام  | أفضل أغنية من فيلم                 | The Proclaimers – " I'm Gonna Be (500 Miles) " | تم الترشيح |

## روابط خارجية
- Benny & Joon  في قاعدة بيانات الأفلام على الإنترنت (بالإنجليزية)
- وجون/ بيني وجون في روتن توميتوز.
- Benny & Joon في موقع بوكس أوفيس موجو.

قالب:Jeremiah S. Chechik
 الولايات المتحدة